# Kawec
Kawec – wieś w Polsce położona w województwie małopolskim, w powiecie myślenickim, w gminie Raciechowice. Znajduje się na Pogórzu Wiśnickim w dolinie rzeki Stradomka.
W latach 1975–1998 miejscowość administracyjnie należała do województwa krakowskiego.